# Journal of Morphology
Journal of Morphology (ISSN 1097-4687) — международный рецензируемый научный журнал, печатающий статьи по общей морфологии, цитологии, анатомии, протозоологии и эмбриологии животных. Основан в 1887 году. В настоящее время выпускается американским издательством John Wiley & Sons.

## История
Журнал был основан в США в 1887 году известным американским зоологом и морфологом профессором Чарльзом Уитманом (C. O. Whitman), когда тот работал директором лаборатории Allis Lake Laboratory в Милуоки (Висконсин, США).
В 2012 году журналу исполнилось 125 лет со дня основания. Международный рейтинг журнала (Impact factor, 2012) равен 1.602 (третье место по ISI категории «анатомия и морфология»).

### Список редакторов
Указан год начала работы главным редактором.
- C.O. Whitman — 1887
- J.S. Kingsley — 1910
- C.E. McClung — 1921
- D.H. Wenrich — 1946
- E.G. Butler — 1947
- John A. Moore — 1955
- Arthur W. Pollister — 1960
- Marcus Singer — 1965
- Carl Gans — 1970
- Frederick Harrison — 1999
- J. Matthias Starck — 2008

## ISSN
- ISSN 0362-2525 (print)
- ISSN 1097-4687 (web)